# زمین‌لرزه ۱۹۹۴ کلمبیا
زمین‌لرزه کلمبیا  در تاریخ ۶ ژوئن ۱۹۹۴ میلادی، برابر با ‎۱۶ خرداد ۱۳۷۳، ساعت ۲۰:۴۷:۴۰ به زمان یوتی‌سی در کلمبیا رخ داد. ژرفای این زلزله ۶٫۶ کیلومتر بود، و بزرگی آن ۶٫۸ در مقیاس Mw اعلام شده‌است. زمین‌لرزه به وقت محلی در روز دوشنبه، ساعت ۱۵ روی داده و منطقه زمانی آن یوتی‌سی -۵ بوده‌است .
سازمان زمین‌شناسی آمریکا نیز رومرکز این زمین‌لرزه را در مختصات ۲°۵۵′۰۱″شمالی ۷۶°۰۳′۲۵″غربی / ۲٫۹۱۷°شمالی ۷۶٫۰۵۷°غربی و ژرفای آن را در ۱۲ کیلومتر گزارش کرده‌است. بزرگی برگزیدهٔ این سازمان از میان بزرگی‌های محاسبه‌شدهٔ مختلف ۶٫۸ در مقیاس Mw بوده و از دید اثر، در میان چهار دسته‌بندی «نامحسوس»، «محسوس»، «زیان‌آور» یا «با تلفات»، زلزله را «با تلفات» اعلام کرده‌است.دستکم ۲۰۰ ساختمان در زمین‌لرزه خراب شده‌است.رانش زمین در آن به وجود آمده‌است.
پروژهٔ «تنسور گشتاور مرکزوار» زاویه‌های (راستا، شیب، ریک) گسل سازندهٔ زمین‌لرزه و صفحه عمود بر آن را (°۲۰۶، °۷۶، °۱۷۰) یا (°۲۹۹، °۸۰، °۱۴) و نوع گسل را «امتدادلغز» فرارسانده‌است.
شمار کشتگان زلزله حدود ۲۹۵ نفر بوده‌است.تعداد زخمیان ۱۵۸ نفر برآورده شده‌است.بی‌خانمان شدگان نیز ۱۳۰۰۰ نفر اعلام شده‌است.